# Tarière
 (décembre 2014).
Si vous disposez d'ouvrages ou d'articles de référence ou si vous connaissez des sites web de qualité traitant du thème abordé ici, merci de compléter l'article en donnant les références utiles à sa vérifiabilité et en les liant à la section « Notes et références ».
Cet article concerne l'outil de forage. Pour l'organe de ponte des insectes, voir oviscapte.
Une tarière est un outil permettant de percer le sol ou des matériaux comme le bois.  Manuelle ou mécanique, en forme de gouge, de cuillère ou de spirale (vis sans fin) permet de percer des trous étroits et profonds pour travailler le bois par exemple. C'est un outil utilisé par les charpentiers et les menuisiers. Les pédologues (ceux qui étudient et analysent le sol) s’en servent pour explorer un sol et extraire des carottes de matière.

## Histoire

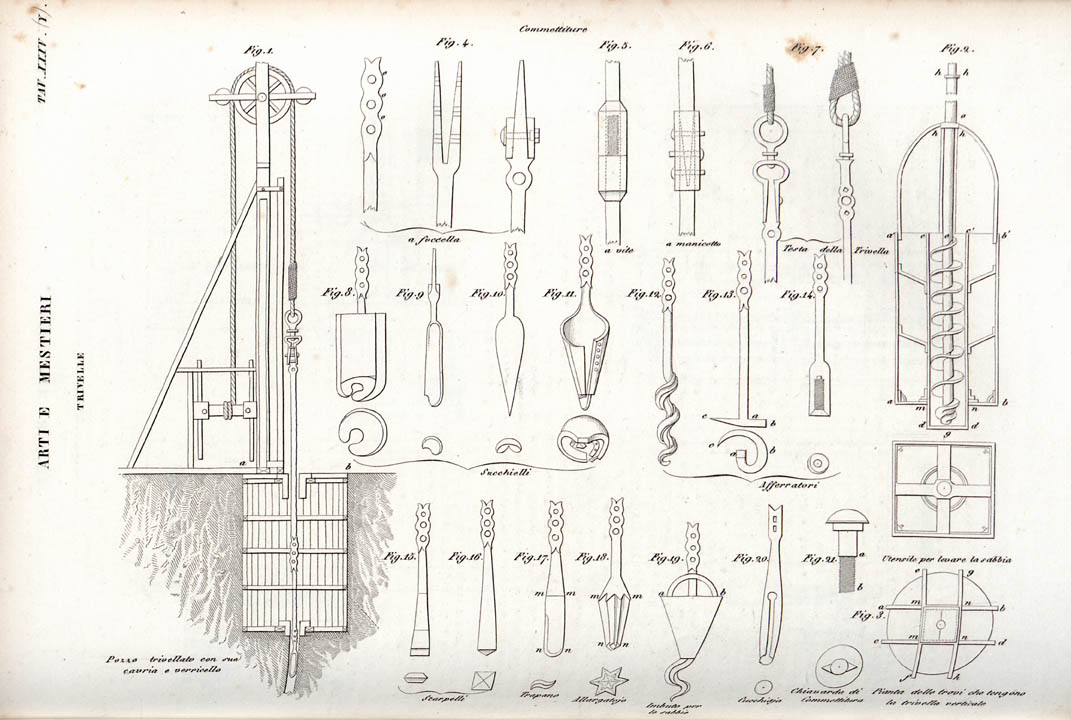
Tarière, 1849.

Platon dans le Théagès mentionne la tarière dans la menuiserie ; l’outil est donc connu depuis l’Antiquité. C'était à l'origine un outil à main destiné à percer des trous dans le bois, permettant une plus grande puissance que la chignole et donc apte à des percements plus longs. Elle a été adaptée à d'autres matériaux, et notamment au sol, par exemple pour en sortir des échantillons à fins d'analyses pédologiques.
On distingue les tarières à main, généralement utilisées pour le bois, des tarières mécaniques, utilisées le plus souvent pour un perçage du sol.

## Tarière à main
Cet outil est délicat d’utilisation et surtout d’entretien car il nécessite d’être bien affûté pour fonctionner. Il faut veiller à ce que la tarière ne perce pas autre chose que le bois en fin de course, qu'elle ne subisse pas de choc et qu’elle n'entre pas en contact avec un autre outil.
Il existe deux principales sortes de tarières : « à couteau traceur » et « à couteau renversé ». Les mèches à couteau traceur, qui ont un couteau droit, ont une coupe plus efficace lorsqu’elles sont très bien affûtées mais sont plus fragiles et beaucoup plus difficiles à affûter. 
Les mèches ont un carré conique, un plat ou un œil en bout de tige pour permettre l’installation du manche. 

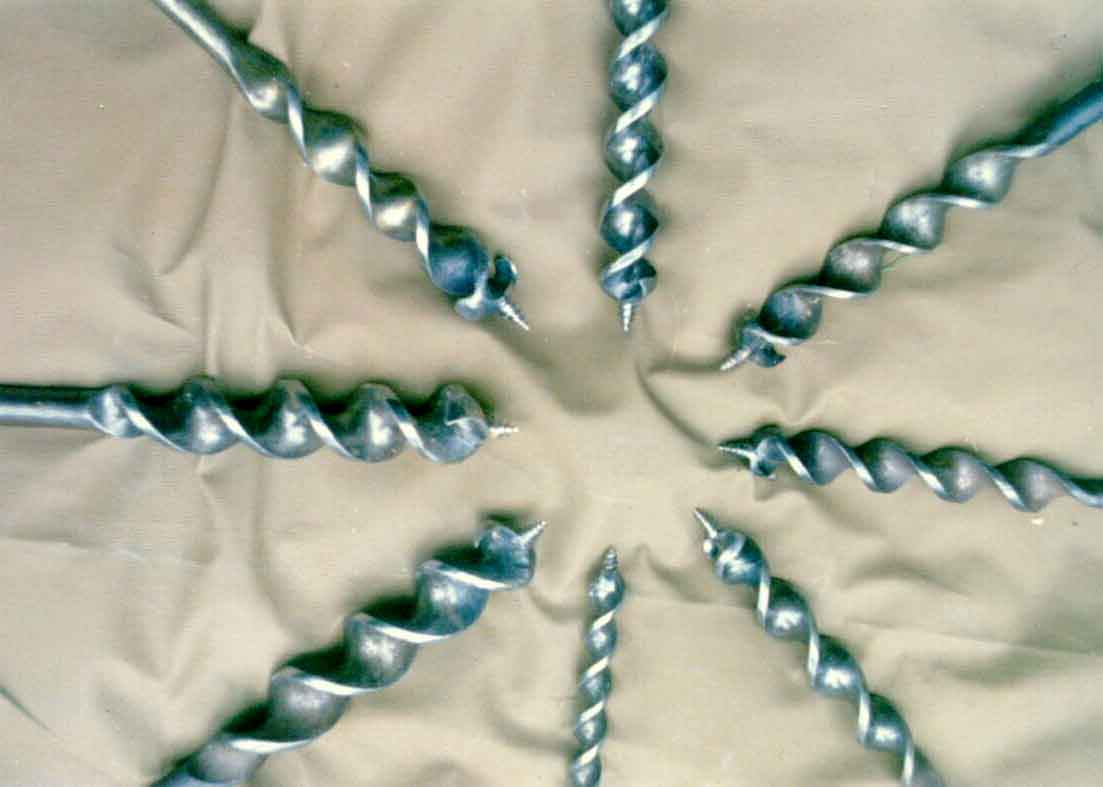
Mèches de tarières de différents diamètres.
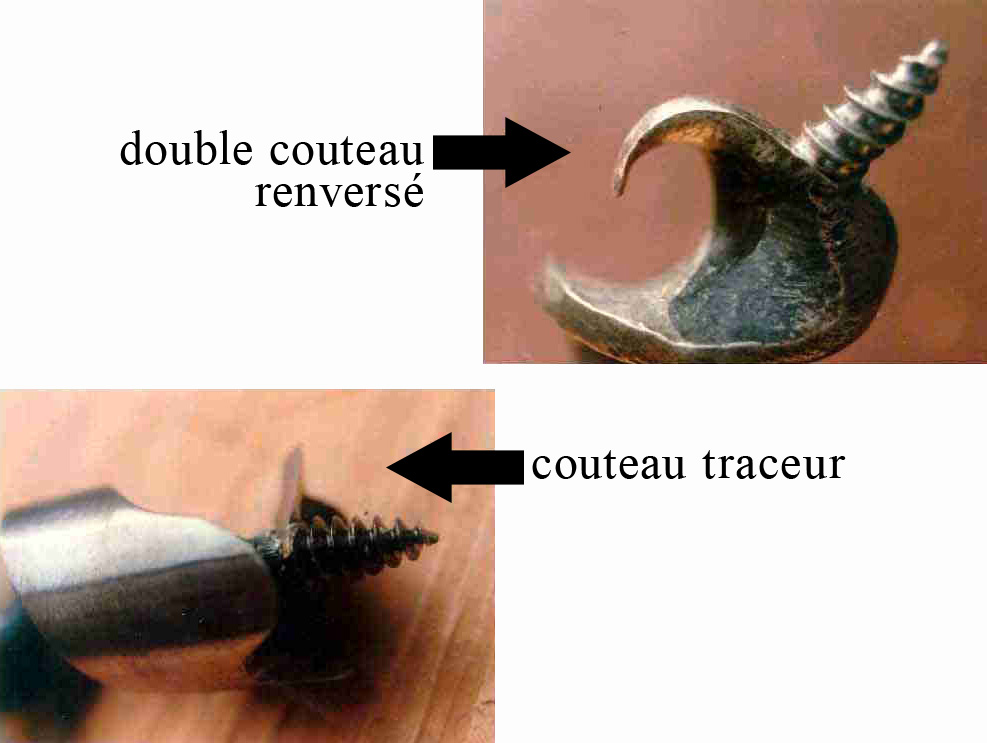
Le couteau d'une tarière à main.

### Utilisation

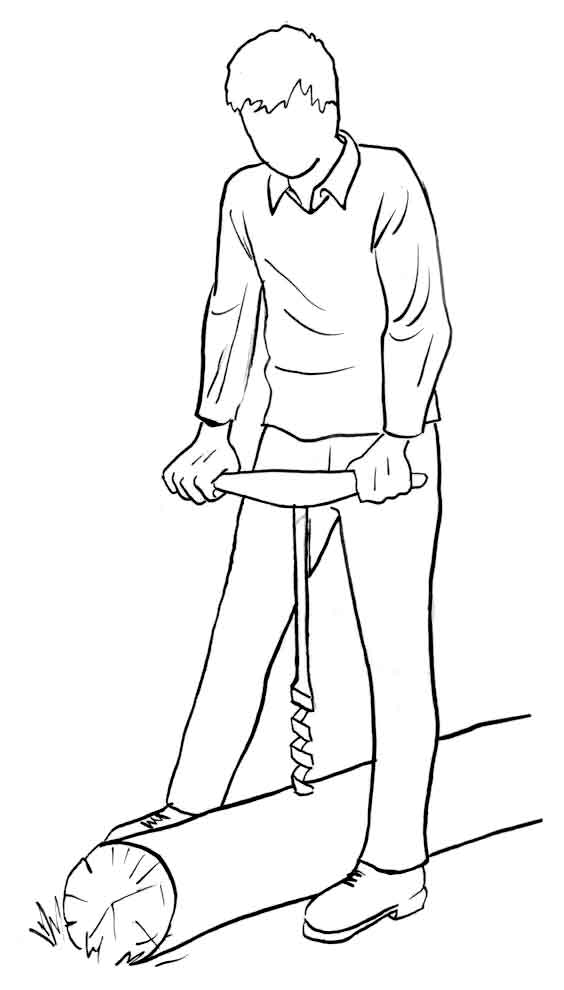
Position debout au-dessus d'un rondin, pour une pression équilibrée sur la tarière.

La vis en bout des tarières permet de tirer la tarière dans le bois lorsqu’on tourne celle-ci. Pour commencer un trou il faut donc enfoncer la vis dans le bois. La pression sur la tarière lors du mouvement tournant (dans le sens des aiguilles d’une montre) enfonce la vis qui ancre alors la tarière dans le bois.
Une tarière qui est désaffûtée peut ne plus être entraînée par la mèche. Si réamorcer en appuyant sur la tarière ne suffit pas, la tarière doit être réaffutée.
La tarière, une fois le bois traversé, est retirée, en conservant un mouvement de rotation dans le sens des aiguilles d’une montre, pour retirer les copeaux.

### Affûtage

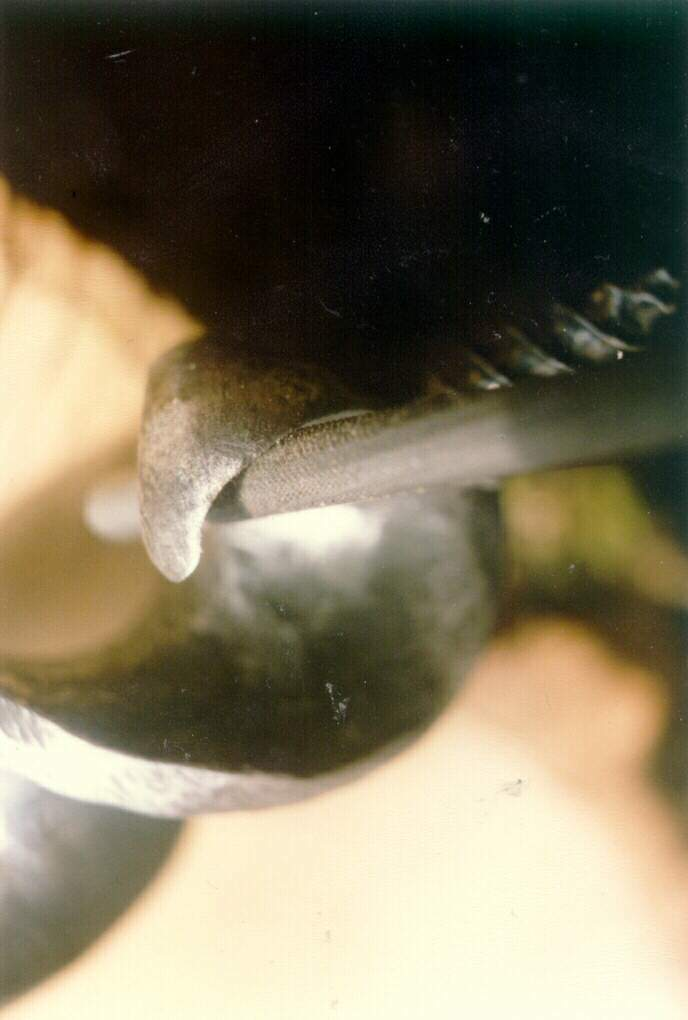
Affutage d'une tarière à couteau renversé.

Pour les tarières à couteau renversé, on utilise une lime « queue de rat » ou une lime ronde à chaîne de tronçonneuse pour affûter le couteau. Les tarières ne s’affûtent qu’à l’intérieur des spires (pour éviter de réduire le diamètre du couteau).
Il faut poser la mèche sur une table, en la tenant d’une main, puis limer en remontant le taillant en donnant un biseau très long.
Cet affûtage est assez délicat.

### Tarière mécanique

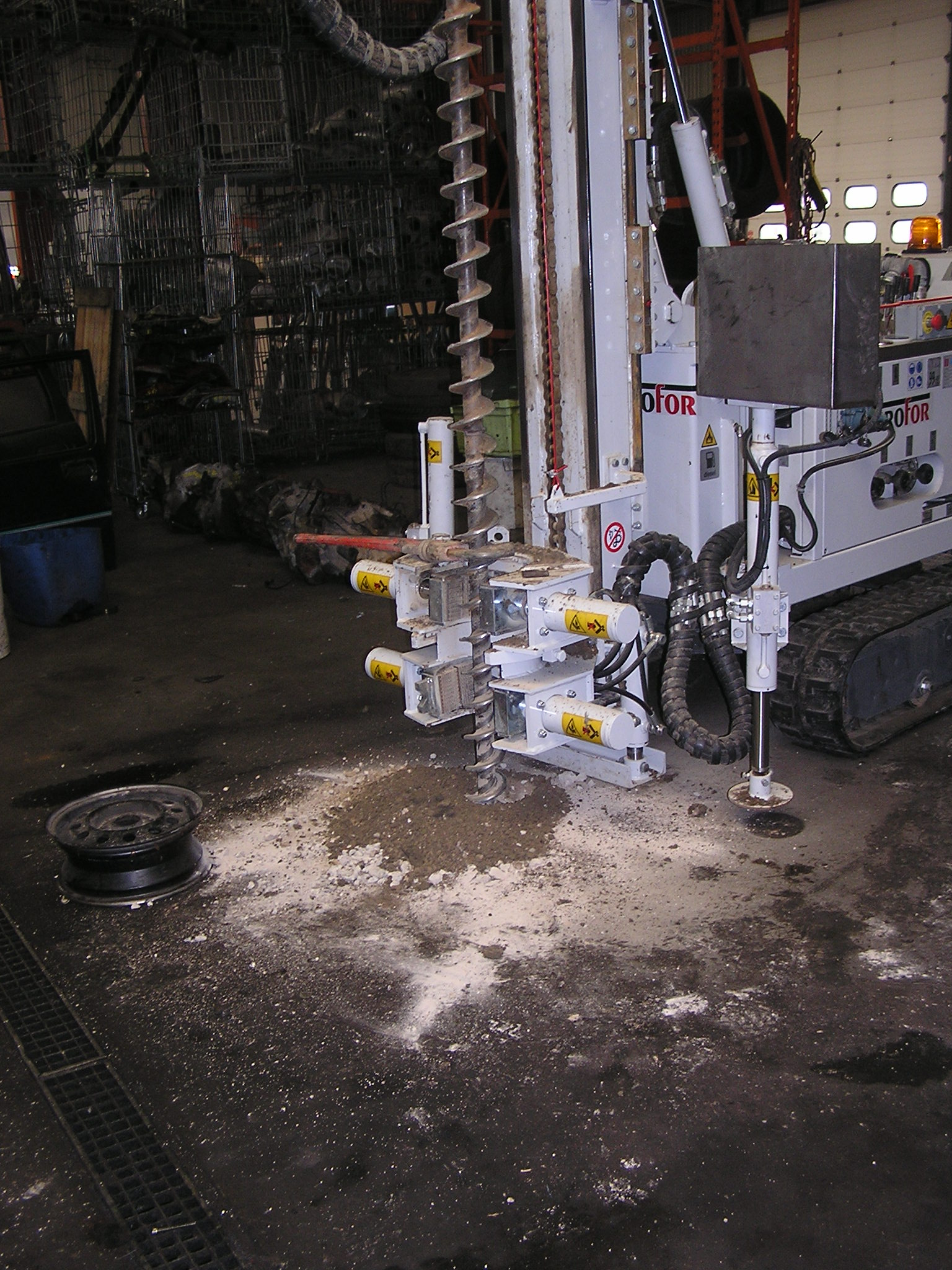
Tarière mécanique.

La tarière mécanique est une machine de forage. Elle met en œuvre une vis sans fin introduite dans le sol à l'aide d'une foreuse hydraulique ou pneumatique. Les résidus de forage (aussi appelées « cuttings » en anglais) sont extraits par rotation des tarières. L'échantillon de sol est alors dit « remanié ».
Les sondages effectués avec cette technique servent par exemple à :
- planter des piquets dans le sol (agriculture, particulièrement en viticulture, horticulture et élevages de plein air) ;
- réaliser des prélèvements environnementaux ;
- poser des piézomètres.

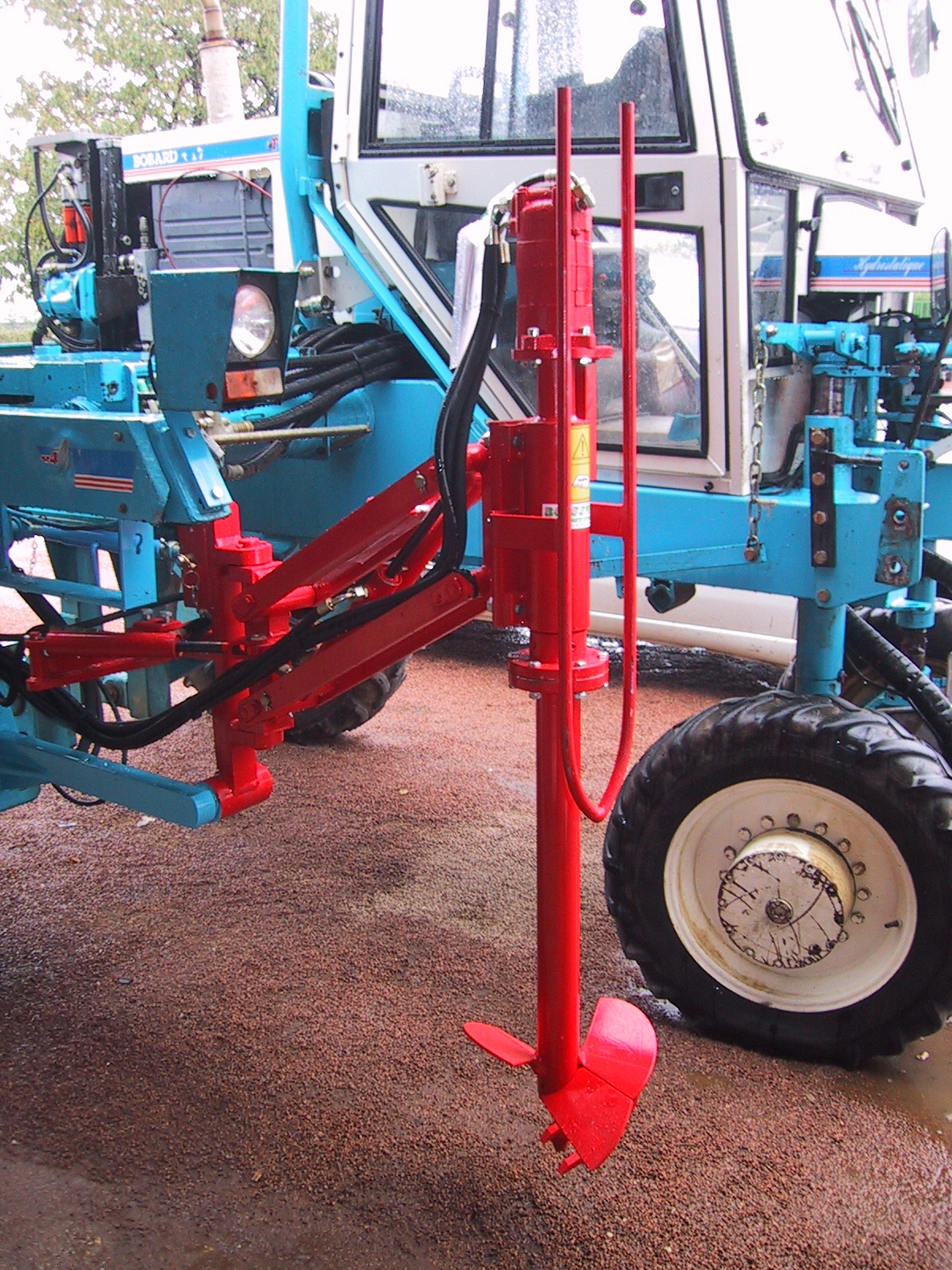
Tarière sur un enjambeur viticole.

La profondeur généralement atteinte avec une tarière mécanique n'excède pas une dizaine de mètres, mais certaines foreuses de grosse envergure peuvent atteindre plusieurs dizaines de mètres de profondeur dans des terrains tendres (marnes, argiles). La tarière mécanique n’est pas adaptée pour les terrains meubles (sables, alluvions) ou les terrains compacts (roches).